# ريما الصباح
الشيخة ريما الصباح هي إعلامية وصحفية سابقة وسفير الأمم المتحدة للنوايا الحسنة وناشطة في العمل الخيري.

## حياتها
ريما الصباح ولدت في بيروت، وحصلت على تعليمها هناك، والتحقت بالمدارس الفرنسية، ثم التحقت الجامعة الأميركية في بيروت، حيث تخصصت في العلوم السياسية، وعملت في الصحافة بعد تخرجها من الجامعة، في منتصف الثمانينيات وهناك تعرفت علي زميلها الشيخ سالم الصباح والذي أصبح فيما بعد زوجها ووالد أبنائها الاربعة، وهي تنتمي الي أسرة الحكم في دولة الكويت باعتبارها زوجة سفير دولة الكويت في الولايات المتحدة الأميركية الشيخ سالم الصباح، وقد صنفت لعامين متتاليين (2010 - 2011) ضمن قائمة النساء ال100 الأبرز في واشنطن، كما اختيرت سفيرة للنوايا الحسنة للمفوضية في يناير 2015.

## أعمالها الخيرية
- ساهمت في جمع ملايين الدولارات لمكافحة الملاريا وبناء المدارس وتمويل المستشفيات للأطفال.
- رئيسة حفل العشاء السنوي لمؤسسة الكويت - أميركا والذي جمع أكثر من 17 مليون دولار لقضايا ومنظمات متنوعة.
- جمع التمويل للنساء والأطفال اللاجئين العراقيين وللاجئين السوريين في الشرق الأوسط.

## حياتها العائلية
متزوجة من وزير الخارجية الشيخ سالم عبد الله الجابر الصباح ولديها من الأبناء:
- الشيخ فيصل.
- الشيخ طلال.
- الشيخ خالد.
- الشيخ ناصر.